# Megachile nidulator
Megachile nidulator là một loài Hymenoptera trong họ Megachilidae. Loài này được Smith mô tả khoa học năm 1864.